# 田中聡元
田中 聡元（たなか そうげん、1978年9月23日 - ）は、日本の俳優。ファザーズコーポレーション所属。

## 人物
明治大学卒業。
映画・俳優関連データベースであるallcinemaによれば2016年現在、出演作24本（TV、ゲスト出演含む）の全てが脇役となっている。このうち役名があるものは9本である。

## 出演

### テレビドラマ
日本テレビ
- 喰いタン（2006年） - 山田幸平 役
- 夢をかなえるゾウ（2008年） - 森川翔太 役
- プロゴルファー花（2010年） - 芝山勇二 役
- 知らなくていいコト（2020年） - 神崎光一 役
- 真犯人フラグ（2021年）
- 悪女（わる）〜働くのがカッコ悪いなんて誰が言った?〜（2022年）

TBS
- ビー・バップ・ハイスクール（2004年） - 郷ミノル 役[1]
- 僕たちの戦争（2006年） - 小野寺順一 役
- ダブルフェイス 偽装警察編（2012年） - 佐野店長 役
- ホクサイと飯さえあれば（2017年）
- MIU404（2020年） - 中村店長 役

フジテレビ
- アテンションプリーズ（2006 - 2007年） - 大木光也 役
- 金色の翼（2007年） - 石野和之 役
- チーム・バチスタ4 螺鈿迷宮（2014年） - 木島稔 役
- 櫻子さんの足下には死体が埋まっている（2017年） - 新井隆太 役
- 大誘拐2018（2018年） - 原口刑事 役
- 金曜プレステージ
  - 「潮風の診療所〜岬のドクター奮戦記〜」（2007年） - 加藤一彦 役
  - 「検事・霞夕子3」（2012年） - 仲田先生 役
  - 「鬼平犯科帳スペシャル 一寸の虫」（2011年） - 竹松 役

テレビ朝日
- 相棒（2006年） - 田中巡査 役
- 仮面ライダー電王（2007年） - 模木留治 役
- 都市伝説の女（2013年） - 原口キタロー 役
- 重要参考人探偵（2017年） - 日吉大介 役
- ケイジとケンジ〜所轄と地検の24時〜（2020年） - 堀伸行 役
- 欠点だらけの刑事2（2021年） - 三品正 役
- 家政夫のミタゾノ 第5シリーズ 第1話（2022年4月22日） - 林田義則 役[3]

テレビ東京
- 宇宙犬作戦（2010年） - ルソック 役
- さばドル（2012年） - ディレクター・さとちゃん 役
- めしばな刑事タチバナ（2013年） - 岸本繁之 役
- アオイホノオ（2014年）[1]
- ドクター調査班〜医療事故の闇を暴け〜（2016年） - 中里成和 役
- 孤独のグルメ Season7 第4話（2018年4月28日） - 前川 役
- ひねくれ女のボッチ飯（2021年） - 住田友則 役
- 水曜ミステリー9
  - 「嫌われ監察官 音無一六〜警察内部調査の鬼〜3」（2016年） - 中川孝祐 役

### 配信ドラマ
- 新聞記者 第3話（2022年1月13日配信、Netflix）
- パンドラの果実〜科学犯罪捜査ファイル〜 Season3 第4話・第5話（2024年7月7日・14日、Hulu） - 山井徹 役

### 映画
- 海猿（2004年） - 野村栄司[1]
- タイヨウのうた（2006年） - 加藤晴男
- 必死剣 鳥刺し（2010年） - 権蔵
- コドモ警察[1]
- ちょっとまて野球部!（2018年）

### CM
- アサヒビール 「アサヒもぎたて」（2019年）

### その他
- 祝！ゴスペラーズ デビュー20周年 G20 最強のGOSは誰だ！？「KING OF GOS」選手権（2014年） - 司会
  - SING!!!!!
  - The Gospellers Now
  - クリスマス・クワイア
  - G20
  - THE GOSPELLERS CLIPS 1995-2014〜Complete Blu-ray Box〜　(上記4種を全収録)
- ゴスペラーズ坂ツアー2014 ゴスペラーズの「ハモれメロス」（2014年） - アンザイ役
- 安岡優 ソロライヴ 
  - 「お兄さんと一緒」（2016年）
  - 「お兄さんは一緒」（2017年）
  - 「お兄さんって、一緒？」（2018年）
  - 「お兄さんでイイっしょ！」（2019年）
  - 「お兄さんと一生!?」（2020年）
- 安岡優 単独公演 舞台「バラードが聴こえる」（2018年）
- GOSMANIA ファンの集い 2018（2018年）
- ゴスフェス（2019年）
- 愛の12星座（2022年）
- Space Voice Opera THE☆FUNKS『地球外☆エンジェルス』（2022年）[4]
- 安岡 優 プロデュース公演 「THE☆FUNKS “地球外☆エンジェルス”」(2022年)